# Солсбері (Нью-Брансвік)
Солсбері (англ. Salisbury) — село в Канаді, у провінції Нью-Брансвік, у складі графства Вестморленд.

## Населення
За даними перепису 2016 року, село нараховувало 2284 особи, показавши зростання на 3,4%, порівняно з 2011-м роком. Середня густина населення становила 168,7 осіб/км².
З офіційних мов обидвома одночасно володіли 445 жителів, тільки англійською — 1 815, а 5 — жодною з них. Усього 45 осіб вважали рідною мовою не одну з офіційних.
Працездатне населення становило 61,4% усього населення, рівень безробіття — 7,5%.
Середній дохід на особу становив $34 915 (медіана $29 536), при цьому для чоловіків — $41 118, а для жінок $29 445 (медіани — $36 224 та $24 704 відповідно).
32,9% мешканців мали закінчену шкільну освіту, не мали закінченої шкільної освіти — 21,3%, 45,8% мали післяшкільну освіту, з яких 21,2% мали диплом бакалавра, або вищий.
| Статево-вікова структура населення | Статево-вікова структура населення | Статево-вікова структура населення | Статево-вікова структура населення | Статево-вікова структура населення |
| ---------------------------------- | ---------------------------------- | ---------------------------------- | ---------------------------------- | ---------------------------------- |
|                                    |                                    |                                    |                                    |                                    |
| Всього                             | Всього                             | 47,5%52,5%                         |                                    |                                    |
| 0 — 14 років                       | 0 — 14 років                       |                                    | 18,1%                              | 18,1%                              |
| 15 — 64 років                      | 15 — 64 років                      |                                    | 61,1%                              | 61,1%                              |
| 65 і більше                        | 65 і більше                        |                                    | 20,7%                              | 20,7%                              |
| 85 і більше                        | 85 і більше                        |                                    | 1,5%                               | 1,5%                               |
| Середній вік (років)               | Середній вік (років)               | 41,442,5                           | 42,0                               | 42,0                               |
| Медіана (років)                    | Медіана (років)                    | 43,443,5                           | 43,4                               | 43,4                               |
| — чоловіки — жінки                 |                                    |                                    |                                    |                                    |

| Походження мешканців:     | Походження мешканців:     | Походження мешканців: | Походження мешканців: | Походження мешканців: |
| ------------------------- | ------------------------- | --------------------- | --------------------- | --------------------- |
| Походження                |                           |                       | осіб                  | %                     |
| Корінні американці        | Корінні американці        |                       | 90                    | 3.99%                 |
| Інше північноамериканське | Інше північноамериканське |                       | 1 280                 | 56.76%                |
| Європейське               | Європейське               |                       | 1 350                 | 59.87%                |
| британське                | британське                |                       | 1 200                 | 53.22%                |
| французьке                | французьке                |                       | 280                   | 12.42%                |
| українське                | українське                |                       | 10                    | 0.44%                 |
| Карибське                 | Карибське                 |                       | 10                    | 0.44%                 |
| Азійське                  | Азійське                  |                       | 70                    | 3.1%                  |

## Клімат
Середня річна температура становить 5,4°C, середня максимальна – 23,5°C, а середня мінімальна – -15,1°C. Середня річна кількість опадів – 1 175 мм.
| Клімат поселення                              | Клімат поселення | Клімат поселення | Клімат поселення | Клімат поселення | Клімат поселення | Клімат поселення | Клімат поселення | Клімат поселення | Клімат поселення | Клімат поселення | Клімат поселення | Клімат поселення | Клімат поселення |
| Показник                                      | Січ.             | Лют.             | Бер.             | Квіт.            | Трав.            | Черв.            | Лип.             | Серп.            | Вер.             | Жовт.            | Лист.            | Груд.            |                  |
| Середній максимум, °C                         | −2,82            | −1,66            | 3,78             | 9,84             | 16,52            | 21,51            | 23,46            | 22,51            | 18,04            | 12,17            | 6,20             | −1               |                  |
| Середня температура, °C                       | −8,94            | −7,81            | −2,36            | 3,70             | 10,36            | 15,36            | 19,02            | 18,06            | 13,62            | 7,74             | 1,76             | −5,43            |                  |
| Середній мінімум, °C                          | −15,1            | −13,95           | −8,5             | −2,44            | 4,22             | 9,22             | 14,58            | 13,64            | 9,15             | 3,30             | −2,68            | −9,87            |                  |
| Норма опадів, мм                              | 108              | 86               | 103              | 90               | 103              | 97               | 95               | 87               | 93               | 101              | 107              | 105              |                  |
| Середньомісячна швидкість вітру, м/с          | 3.60             | 3.53             | 3.70             | 3.68             | 3.30             | 2.90             | 2.61             | 2.50             | 2.70             | 3.09             | 3.30             | 3.60             |                  |
| Середньомісячна сонячна радіація, кДж/м²·день | 5142             | 8607             | 12216            | 15135            | 18141            | 20301            | 20024            | 17580            | 13256            | 8440             | 4904             | 3923             |                  |
| --------------------------------------------- | ---------------- | ---------------- | ---------------- | ---------------- | ---------------- | ---------------- | ---------------- | ---------------- | ---------------- | ---------------- | ---------------- | ---------------- | ---------------- |
| Джерело:                                      |                  |                  |                  |                  |                  |                  |                  |                  |                  |                  |                  |                  |                  |